# Этинилэстрадиол/дроспиренон
Этинилэстрадиол/дроспиренон — комбинированный эстрогенно-прогестангенный препарат, который используется для контрацепции, предотвращения боли во время менструального цикла и лечения угрей. В гормональной терапии менопаузы используется для лечения умеренных и тяжёлых вазомоторных симптомов (приливы), атрофии влагалища и постменопаузального остеопороза, где дроспиренон предотвращает гиперплазию эндометрия, вызванную эстрогеном.
Продаётся под торговыми марками Ярина, Yasmin, Зумандимин, Vestura, Loryna. Включает в себя этинилэстрадиол — синтетический эстрадиол и дроспиренон — синтетический прогестерон.
По сравнению с эстрадиолом, этинилэстрадиол имеет лучшую биодоступность при пероральном приёме и более устойчив к метаболизму, из-за чего печени сложнее его перерабатывать. Гормонально этинилэстрадиол действует, активируя рецептор эстрогена, тем самым действуя как эстроген. Он используется в основном в оральных контрацептивах в сочетании с прогестином. Первые препараты содержали 100 мкг этинилэстрадиола на мл. дозы, но постепенно эта сумма снизилась до одной пятой.
Этинилэстрадиол является химически модифицированной формой натурального эстрадиола. Производится путём добавления карбонильной группы к молекуле эстрона (этинилирование). Это приводит к увеличению продолжительности действия и в 50 раз большей мощности, чем у натурального эстрадиола, который плохо всасывается при пероральном приёме и слишком быстро метаболизируется печенью. Этинилэстрадиол имеет преимущества в том, что не вызывает обильных месячных кровотечений, в отличие от своих предшественников, таких как эстрадиол/норэтистерон ацетат в препарате Activella, который в настоящее время используется для лечения постменопаузных симптомов, но в то же время может слишком сильно свёртывать кровь и при больших концентрациях приводить к тромбам. Однако этиниэстрадиол также намного мощнее эстрадиола валерата, что ограничивает его применение помимо контрацепции.
Дроспиренон является прогестином четвёртого поколения, химически близким к прогестерону. Обладает антиандрогенной активностью и способствует уменьшению акне (угрей), жирности кожи и волос. Такой эффект дроспиренона подобен действию естественного прогестерона, вырабатываемого организмом. Обладает антиминералокортикоидным действием и способен предупреждать увеличение массы тела и появление других симптомов (например отёков), связанных с эстрогензависимой задержкой жидкости. Из-за своей антиминералокортикоидной активности дроспиренон, более похож на натуральный прогестерон, чем прогестины предыдущих поколений, такие как норгестрел.
Дроспиренон изготавливается из спиронолактона и обладает его свойствами. Спиролактон — калийсберегающий диуретик, антагонист альдостерона — основного минералокортикостероидного гормона коры надпочечников, который повышает способность тканей удерживать воду и повышает давление. Уменьшает задержку воды, вызванную эстрогеном, а также обладает антиандрогенным эффектом. Спиролактон — конкурирует с альдостероном за места связывания с рецепторами в почках и снижает синтез пермеаз (клеточных каналов) в собирательных трубочках и дистальных канальцах почек, повышает выведение ионов натрия, хлора и воды и уменьшает выведение ионов калия и мочевины, снижает кислотность мочи.